# Ладиги
Лади́ги (Лодиги) — село в Україні, у Староостропільській сільській громаді Хмельницького району Хмельницької області, 1.5 км від станції Ложава. Населення становить ▼801 особа станом на 2017 рік. До 2020 орган місцевого самоврядування — Староостропільська сільська рада.

## Герб
У лазуровому щиті червоне укорочене обернене вістря, в якому срібна шестипроменева зірка, супроводжувана вгорі напівдугою зі стрілою, що виходить з неї в стовп угору, внизу – півмісяцем у балку ріжками догори. В пониженій золотій стінозубчастій знизу балці червоний візерунок з трипільських безконечників. Щит вписаний в золотий декоративний картуш і увінчаний золотою сільською короною. Унизу картуша напис "ЛАДИГИ" і рік "1583".
Срібні зірка, дуга за стрілою і півмісяць - символ князів Острозьких; стінозубчаста балка - символ греблі, трипільський візерунок означає давнє трипільське поселення у цій місцині.

## Історія
У 1583 році село було власністю князів Острозьких і належало до Остропільської волості.
До 1848 року належало до Звягельського повіту.
В кінці 19 століття село належало до Дешнівської волості Старокостянтинівського повіту, мало 233 садиби і 1849 мешканців.
7 (20) листопада 1917 року, відповідно до Третього Універсалу Української Центральної Ради, увійшло до складу Української Народної Республіки.
12 червня 2020 року, відповідно до розпорядження Кабінету Міністрів України № 727-р «Про визначення адміністративних центрів та затвердження територій територіальних громад Хмельницької області», увійшло до складу Староостропільської сільської громади.
19 липня 2020 року, після ліквідації Старокостянтинівського району, село увійшло до Хмельницького району.

## Населення

### Мова
Розподіл населення за рідною мовою за даними перепису 2001 року:
| Мова            | Кількість | Відсоток |
| --------------- | --------- | -------- |
| українська      | 1022      | 97.99%   |
| російська       | 16        | 1.53%    |
| румунська       | 2         | 0.19%    |
| вірменська      | 1         | 0.10%    |
| інші/не вказали | 2         | 0.19%    |
| Усього          | 1043      | 100%     |

## Відомі люди
27 липня 1957 року в селі народився Анатолій (Гладкий)та Ольга Міщенко, архієпископ Сарненський і Поліський, Української православної церкви (Московського патріархату).

## Галерея

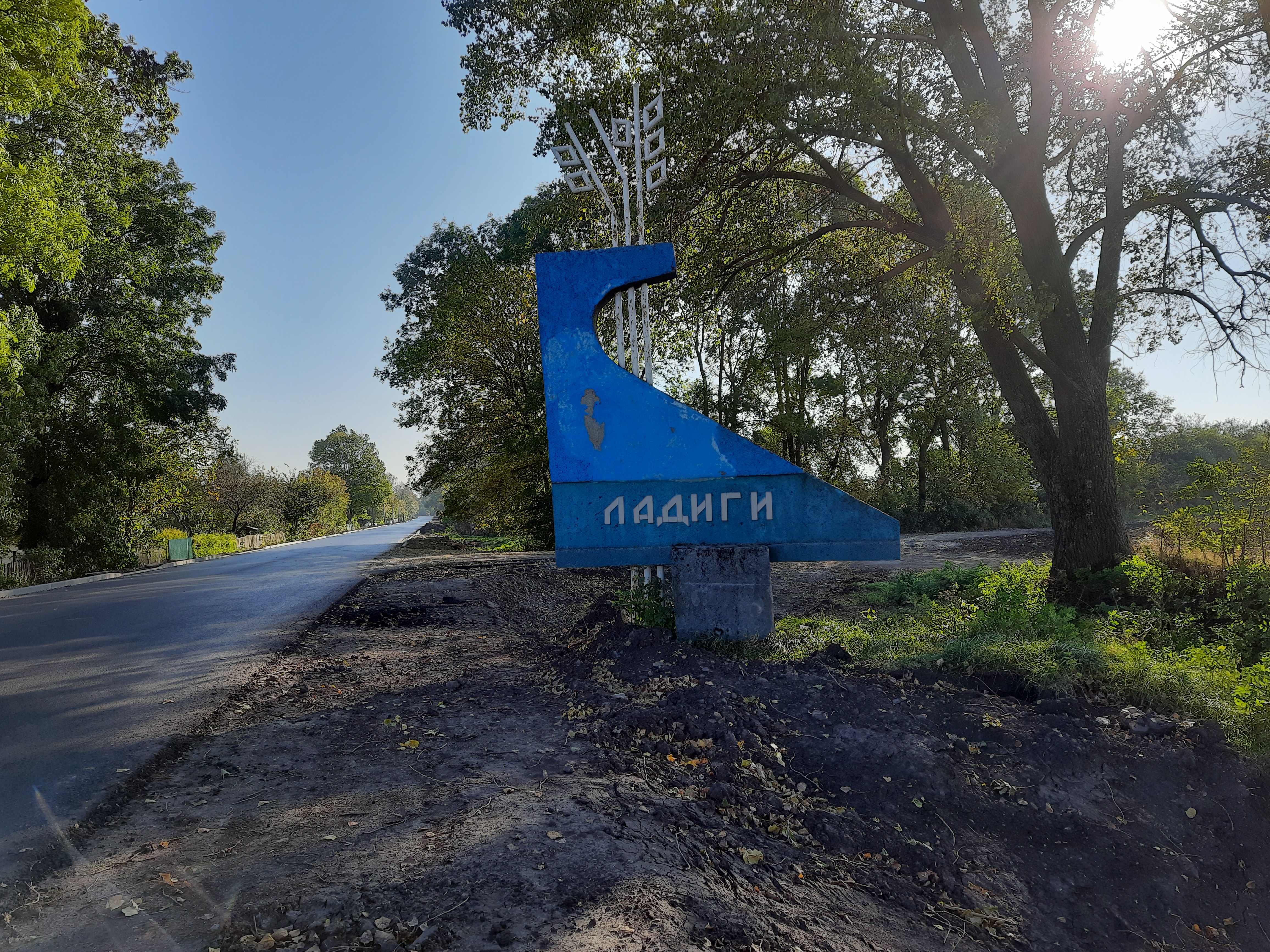
Знак при в'їзді в село
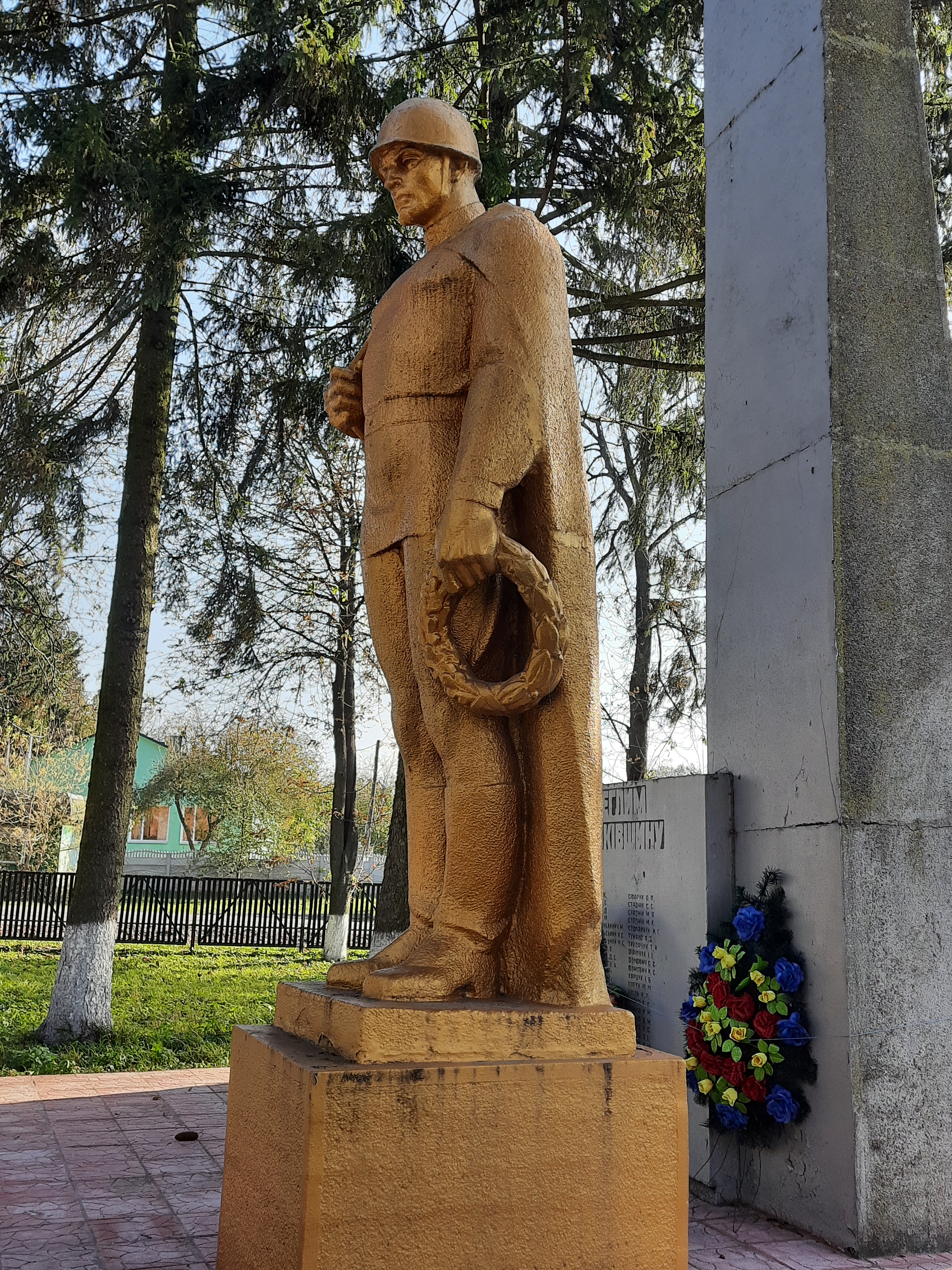
Пам'ятний знак на честь воїнів-односельців
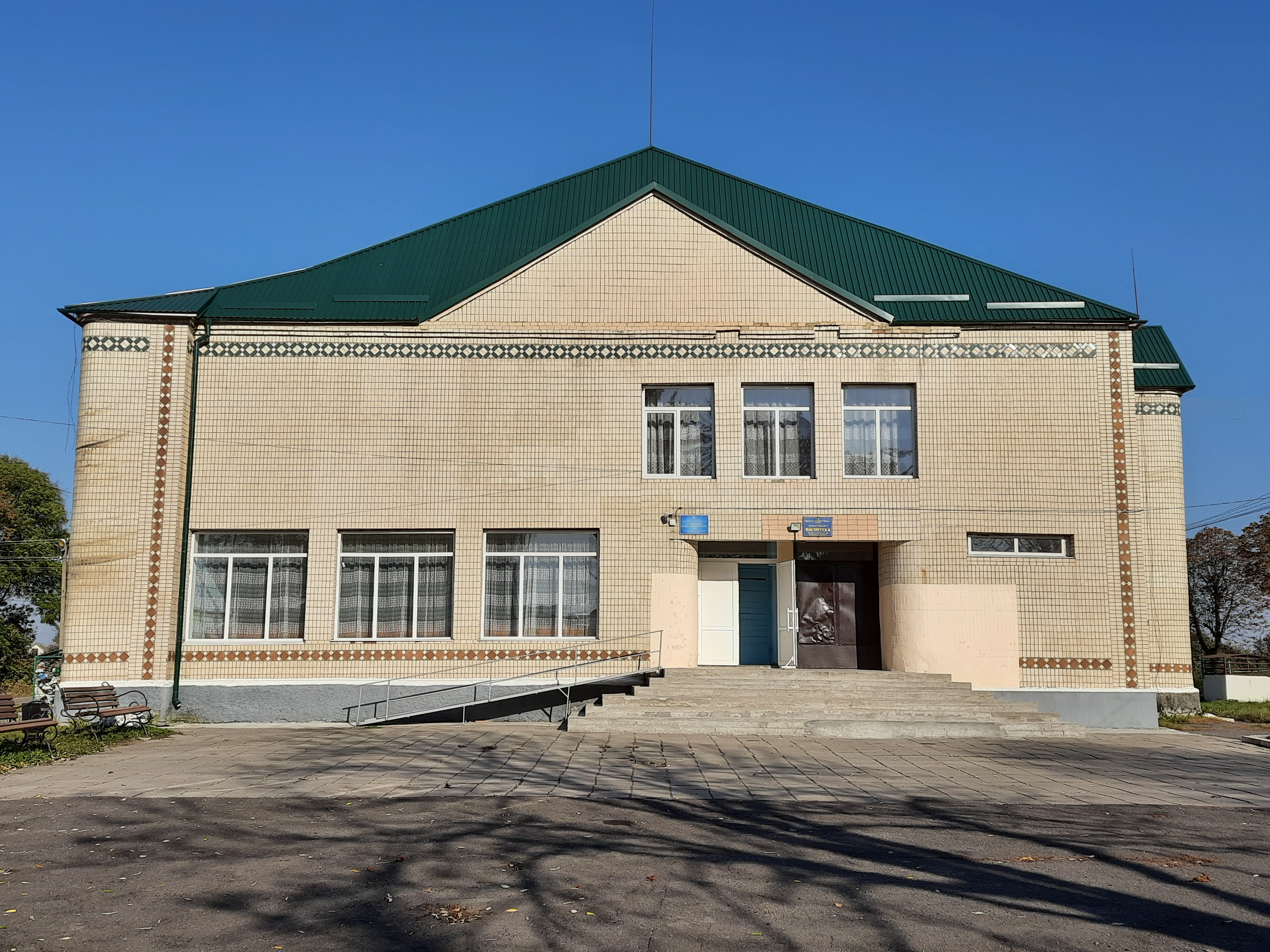
Будинок культури
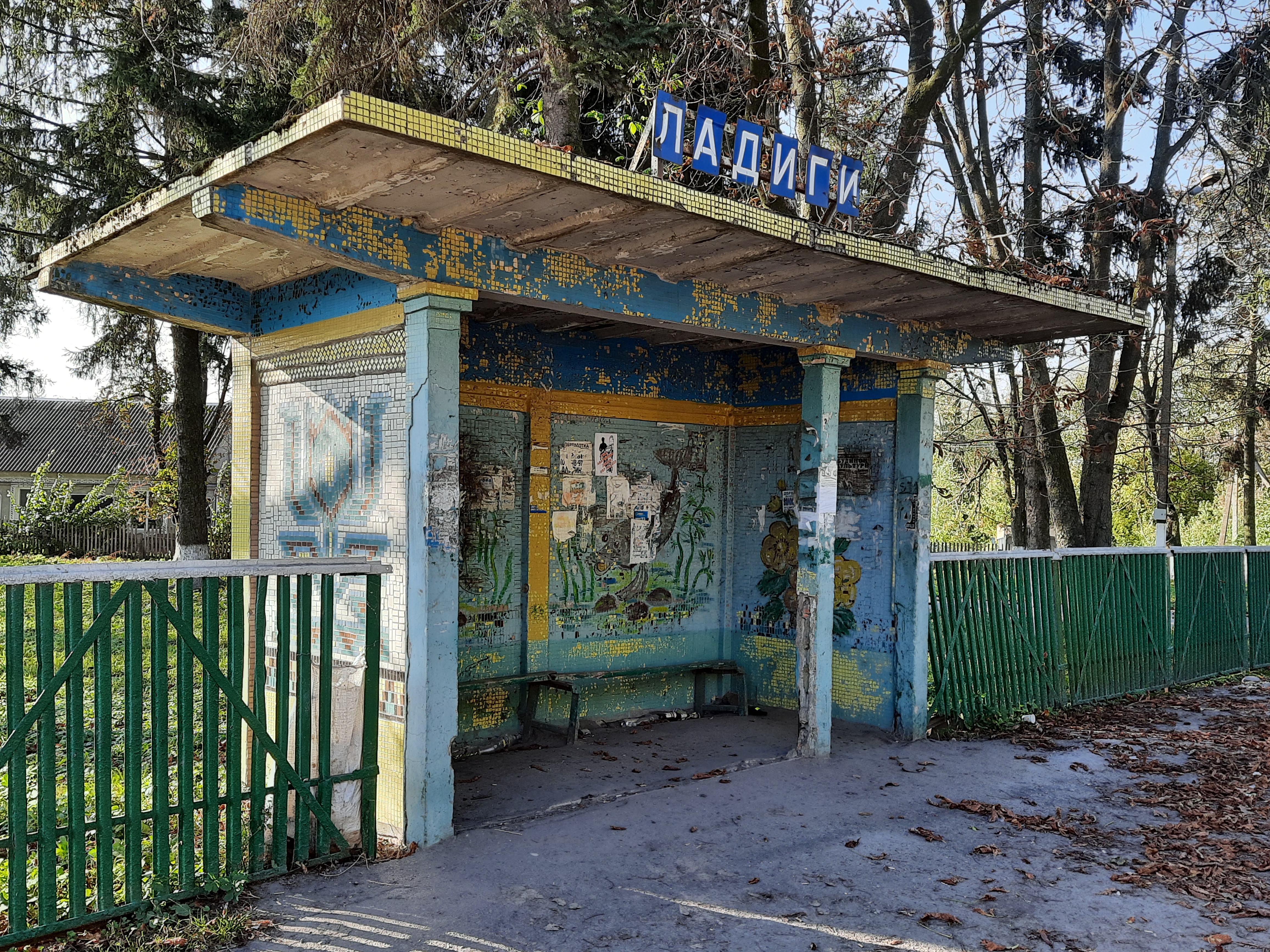
Автобусна зупинка